# Arlington (Kansas)
Arlington é uma cidade localizada no estado americano de Kansas, no Condado de Reno.

## Demografia
Segundo o censo americano de 2000, a sua população era de 459 habitantes. 
Em 2006, foi estimada uma população de 439, um decréscimo de 20 (-4.4%).

## Geografia
De acordo com o United States Census Bureau tem uma área de 
3,1 km², dos quais 3,1 km² cobertos por terra e 0,0 km² cobertos por água. Arlington localiza-se a aproximadamente 504 m acima do nível do mar.

## Localidades na vizinhança
O diagrama seguinte representa as localidades num raio de 20 km ao redor de Arlington. 